# Lina (imię)
Lina – imię żeńskie; żeński odpowiednik imienia Linus, które jest imieniem pochodzenia łacińskiego – starorzymskie, mitologiczne, nosił je syn Apollina i Terpsychory.
Lina imieniny obchodzi 23 września.
Znane osoby noszące imię Lina:
- Line Jahr (ur. 1984) – norweska skoczkini narciarska